# Znesvěcení Koránu

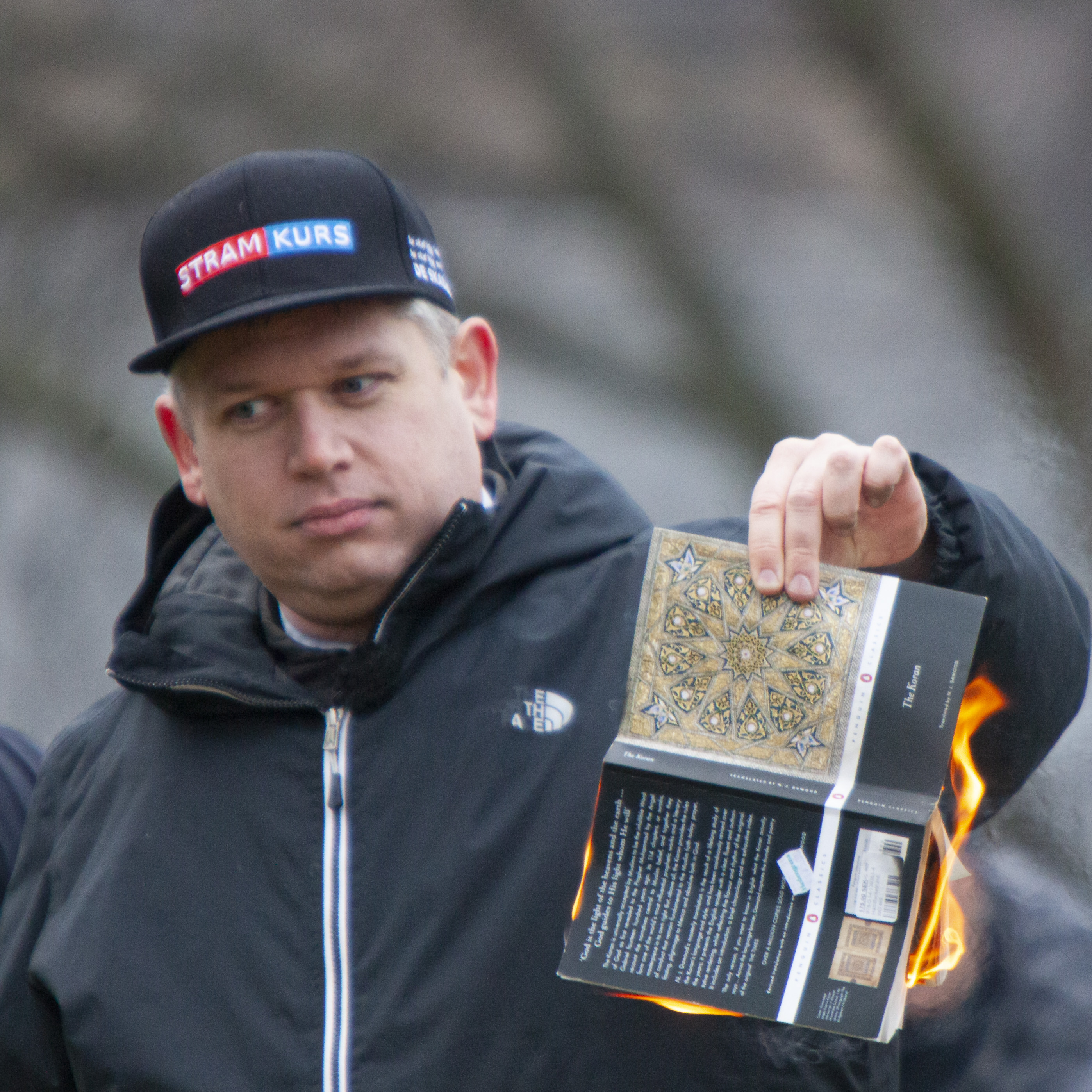
Rasmus Paludan pálí překlad Koránu

Znesvěcení Koránu je zacházení s Koránem způsobem, který může být považován za urážlivý.
Podle islámského práva věřící nesmí Korán poškodit a před jeho dotykem musí provést rituální očistu. Naopak, úmyslné poškození kopií Koránu je v islámu považováno za rouhání. Kontroverzní je otázka, zda by se ne-muslimové měli řídit islámským právem, a citlivým tématem v mezinárodních vztazích je, jak řešit situace, kdy muslimové požadují dodržování islámských pravidel ne-muslimy.
Likvidace opotřebovaných kopií Koránu je také významným tématem pro muslimy. Protože Korán neobsahuje konkrétní pokyny, jak nakládat s opotřebovanými či vadnými texty, různé regiony a náboženské sekty přijaly odlišné metody. Podle islámského historika Michaela Cooka by měl být Korán zabalen do látky a pohřben na posvátné půdě, kde nebude pošlapán, nebo bezpečně uložen tam, kde nepřijde do styku s nečistotou. Spálení, pokud je provedeno s respektem, je rovněž považováno za přijatelné. Například Saúdská Arábie ničí Korány, které nesplňují státní standardy, jejich spálením, aby se zabránilo zneuctění stránek.
Úmyslné znesvěcení Koránu může být v některých zemích trestáno vězením a v zemích jako Afghánistán, Saúdská Arábie, Somálsko nebo Pákistán dokonce trestem smrti nebo doživotním vězením.

## Významné případy znesvěcení nebo kontroverze
- 1924, Egypt: Po vydání tzv. „královské“ edice Koránu (amīriyya) bylo velké množství starších kopií považováno za zastaralé a zničeno vhozením do řeky Nil. Cílem bylo sjednotit text Koránu podle nové standardní verze.
- 2005, Guantánamo: Na vojenské základně Guantánamo Bay byla vznesena obvinění ze znesvěcení Koránu americkým personálem. Vyšetřování potvrdilo čtyři případy znesvěcení (dva označeny jako neúmyslné) a patnáct případů, kdy vězni sami poškodili Korány. Incident vyvolal násilné protesty v muslimských zemích.
- 2010, Florida, USA: Pastor Terry Jones oznámil plán spálit Korán při výročí 11. září, což vyvolalo mezinárodní odsouzení. Ačkoli plán původně zrušil, v roce 2011 Korán spálil. Tato akce vyvolala nepokoje v Afghánistánu, při kterých zemřelo nejméně 12 lidí.
- 2012, Bangladéš: V Ramu Upazila ve městě Cox's Bazar byla buddhistická komunita napadena poté, co byla na Facebooku zveřejněna fotografie údajně znesvěceného Koránu. Islamistický dav o počtu asi 25 000 lidí zničil buddhistické chrámy, svatyně a domy. Násilí se rozšířilo i do dalších oblastí.
- 2012/2015, Afghánistán:
  - V roce 2012 protesty proti nesprávné likvidaci Koránu americkou armádou na základně Bagram vedly k násilí, při kterém zemřelo nejméně 30 lidí, včetně šesti amerických vojáků.
  - V roce 2015 byla Farkhunda Malikzada, 27letá žena, falešně obviněna z pálení Koránu. Následně byla brutálně lynčována davem v Kábulu. Vyšetřování prokázalo, že byla obviněna neprávem, což vedlo k rozsáhlým protestům.
- 2013–2020, Saúdská Arábie: Opakovaně byly nalezeny zničené nebo odhozené kopie Koránu, například v kanálech nebo odpadcích ve městě Taif. V roce 2016 vyvolalo rozruch zjištění, že saúdská ambasáda v Maroku odhodila Korány do odpadků. Tyto incidenty vedly k veřejnému pobouření a protestům.
- 2017–2023, Dánsko: Po zrušení zákona o rouhání v roce 2017 se v Dánsku stalo legálním pálení náboženských textů, včetně Koránu. Politik Rasmus Paludan a jeho strana Stram Kurs opakovaně organizovali veřejné akce zahrnující pálení Koránu, někdy obaleného slaninou. Tyto akce vyvolaly diplomatické konflikty a protesty.
- 2019–současnost, Norsko: Skupina Stop Islamisation of Norway (SIAN) pravidelně pořádá akce, při kterých pálí Korán, trhají jeho stránky nebo ho jinak zneuctívají. Tyto akce vedly k násilným střetům mezi příznivci a odpůrci skupiny.
- 2020–současnost, Švédsko:
  - Politik Rasmus Paludan a jeho příznivci opakovaně organizovali pálení Koránu ve švédských městech, což vedlo k násilným nepokojům, zejména v roce 2022.
  - V roce 2023 Salwan Momika, irácký imigrant žijící ve Švédsku, spálil kopii Koránu před stockholmskou mešitou během muslimského svátku Eid al-Adha. Při incidentu také „hrál fotbal“ s exemplářem Koránu. Akce byla povolena švédskými úřady z důvodu ochrany svobody projevu, což však vedlo k rozsáhlým protestům a diplomatickým sporům.
- 2023, Švédsko a Irák: Pálení Koránu v Stockholmu Salwanem Momikou vedlo k protestům u švédské ambasády v Bagdádu, kde byla ambasáda napadena demonstranty. Irák následně vypověděl švédského velvyslance, což způsobilo diplomatickou krizi.